# 巴特勒 (伊利諾伊州)
巴特勒（英語：Butler）是位於美國伊利諾伊州蒙哥馬利縣的一個村落。

## 地理
巴特勒的座標為39°11′50″N 89°32′08″W / 39.19722°N 89.53556°W，而該地最高點為海拔高度200米（即656英尺）。

## 人口
根據2010年美國人口普查的數據，巴特勒的面積為1.49平方千米，當中陸地面積為1.49平方千米，而水域面積為0.00平方千米。當地共有人口180人，而人口密度為每平方千米120人。